# Po kłębku do nitki
Po kłębku do nitki (oryg. Without a Clue) – film z 1988 roku w reżyserii Thoma Eberhardta.

## Opis fabuły
Sherlock Holmes w tym filmie jest bohaterem książek doktora Watsona, który jest mistrzem w rozwiązywaniu zagadek kryminalnych i historie te opierał na sprawach, które sam rozwiązywał. By zadowolić publiczność Watson wynajmuje Reginalda Kincaida - zapijaczonego aktora, by wcielił się w postać Sherlocka. Będą musieli się zmierzyć z profesorem Moriartym. Niestety, Watson znika, a Holmes będzie musiał radzić sobie sam.

## Obsada
- Michael Caine – Sherlock Holmes/Reginald Kincaid
- Harold Innocent – Burmistrz Johnson
- George Sweeney – John Clay
- Tim Killick – Sebastian
- Lysette Anthony – Fałszywa Leslie
- Ben Kingsley – Dr. John Watson
- Jeffrey Jones – Inspektor Lestrade
- Nigel Davenport – Lord Smithwick